# Automobiles PLM
Automobiles PLM war ein belgischer Hersteller von Automobilen.

## Unternehmensgeschichte
Herr Poelemans leitete das Unternehmen mit Sitz an der Bredabaan 107 in Merksem. 1953 begann die Produktion von Automobilen. Der Markenname lautete PLM. Die Montagekapazität belief sich auf drei bis vier Fahrzeuge pro Tag. 1954 endete die Produktion.

## Fahrzeuge
Das einzige Modell war ein Kombi. Für den Antrieb sorgte ein Vierzylindermotor mit SV-Ventilsteuerung und 2650 cm³ Hubraum von Continental. Die Preise lagen zwischen 89.500 und 107.500 Belgische Franken. Eine Zeit lang verkauften sich die Fahrzeuge relativ gut.